# Rebecca Brown (escritora)
Rebbeca Julia Brown (21 de mayo de 1948-23 de junio de 2020) cuyo nombre de nacimiento es Ruth Irene Bailey, fue una controvertida escritora Cristiana estadounidense por afirmar en sus libros haber liberado a personas del ocultismo en el Estado de Indiana y otros lugares de Estados Unidos. Estuvo casada con Daniel Michael Yoder desde el 10 de diciembre de 1989 y dirigió el grupo religioso Harvest Warriors, o lo que es lo mismo, Guerreros de la cosecha.

## Libros
En los 80 conoció a la que sería su compañera de habitación Elaine. Junto a ella buscaron al propietario de Chick Publicacions Jack Chicks con el fin de publicar sus historias -grabadas en magnetófonos- Closet Witches 1 y Closet Witches 2, además de dos libros: Él vino a liberar a los cautivos (1986) y Prepárate para la Guerra (1987).